# Sonnenscheibe

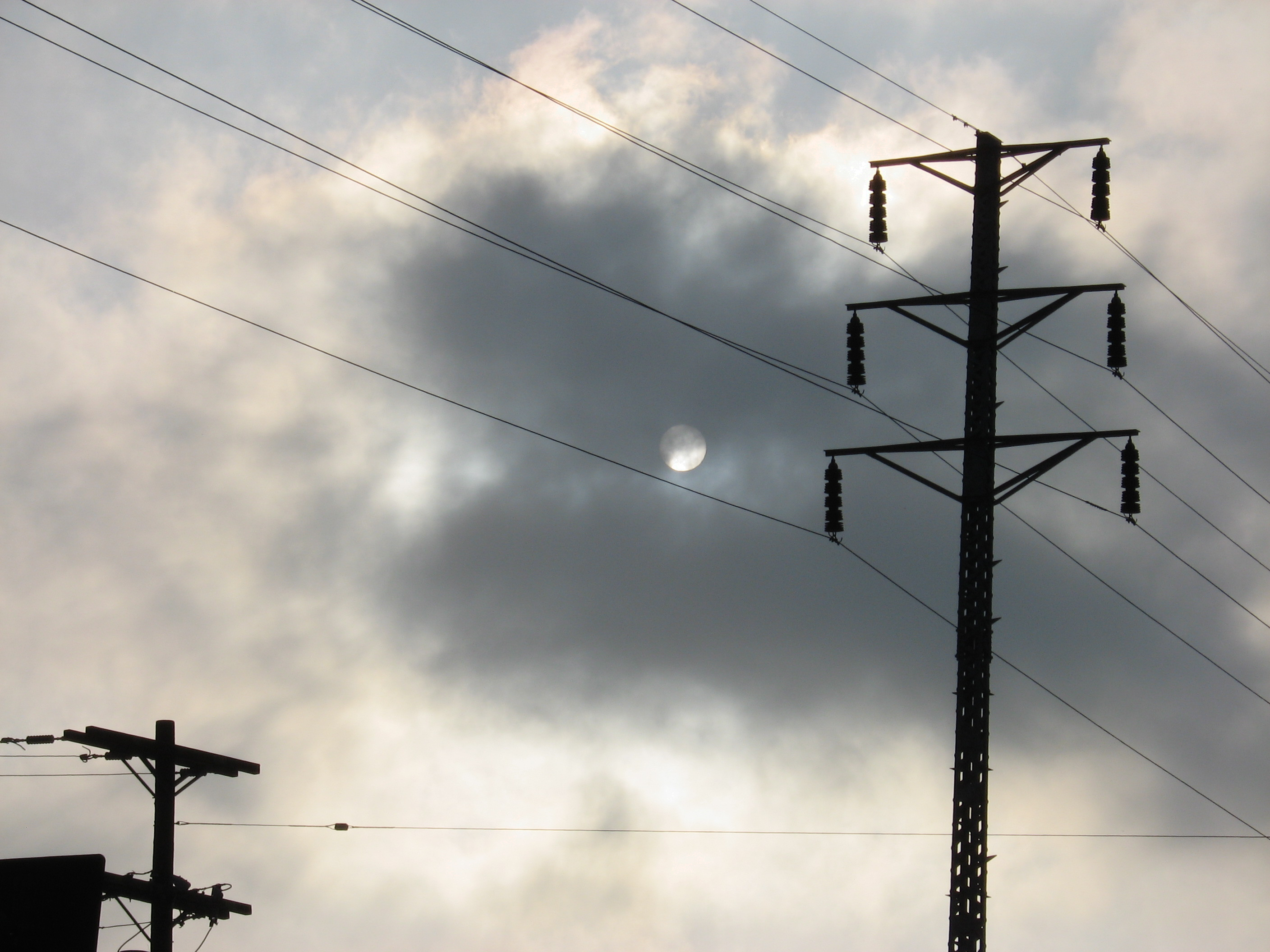
Sonnenscheibe hinter Wolken

Als Sonnenscheibe wird das Bild der Sonne bezeichnet, wie sie von der Erde aus gesehen erscheint. Ihre Form scheint – außer in Horizontnähe – kreisrund, der scheinbare Durchmesser der Sonne beträgt rund 0,5° (31′ 28″ bis 32′ 32″).

## Geometrisch-physikalische Aspekte

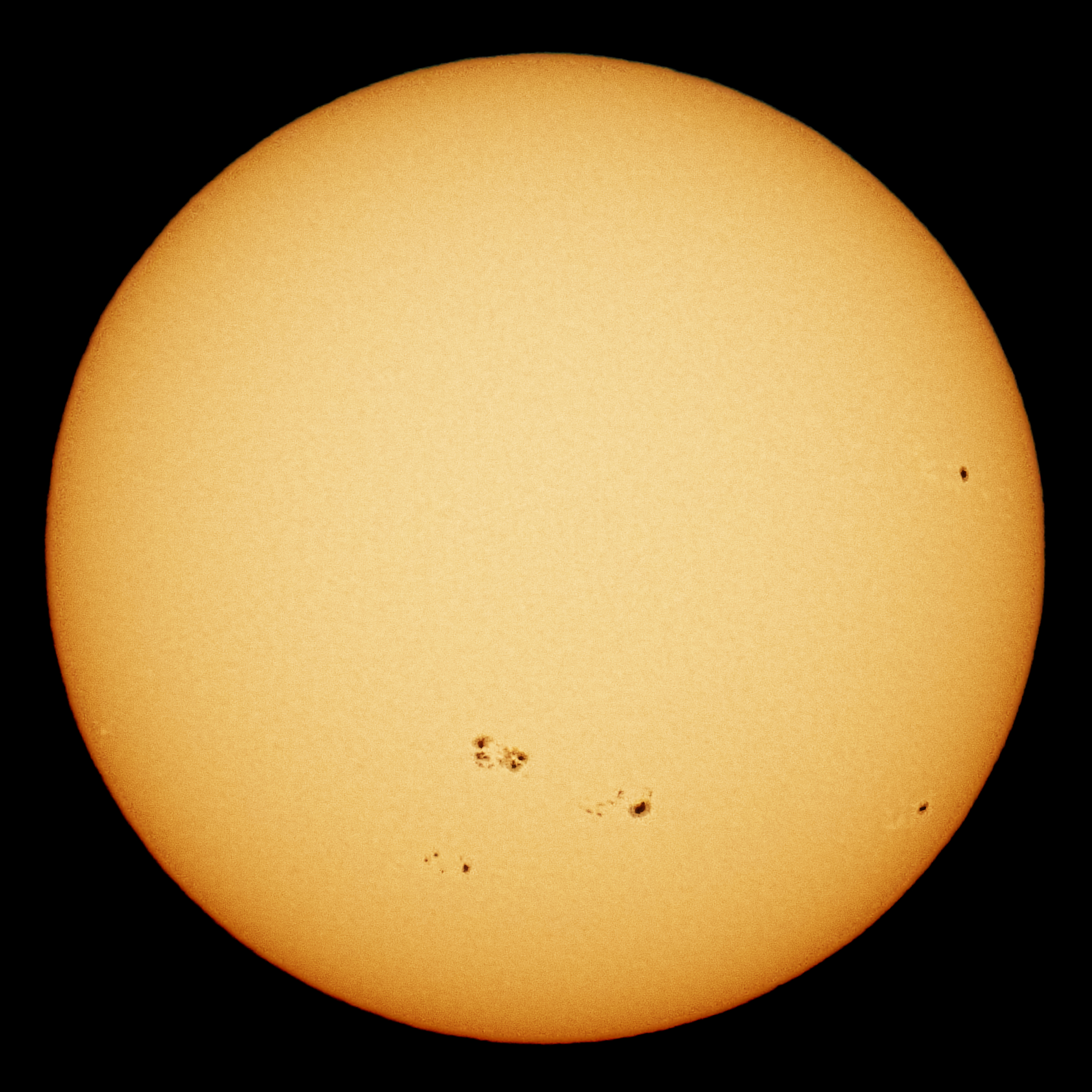
Bei der Beobachtung der Sonne durch ein Teleobjektiv mit Neutraldichtefilter im sichtbaren Lichtspektrum sind Sonnenflecken und die Randverdunkelung zu erkennen (die scheinbare Helligkeit betrug −26^{m} und die Höhe über dem Horizont 8 Bogengrad).
Der dünne grüne Saum an der oberen Kante sowie das verstärkte Rot an der unteren Kante der Sonnenscheibe kamen durch atmosphärische Dispersion zu Stande (siehe auch Grüner Blitz).

Von der Erde aus betrachtet ist die Sonne der weitaus hellste Himmelskörper, ihre scheinbare Helligkeit beträgt bis zu −27 mag (Magnituden). Bei einer mittleren Entfernung von etwa 150 Millionen Kilometern, ungefähr 1 AE, ist die strahlende Oberfläche der Sonne, ihre etwa 1,4 Millionen Kilometer durchmessende Photosphäre, noch unter einem Blickwinkel von rund einem halben Grad zu sehen (1,4/150 ≈ tan 0,534°). Dieser scheinbare Sonnendurchmesser von ungefähr 32′ (Bogenminuten) für die sichtbare Sonnenscheibe entspricht so einem tatsächlichen Sonnendurchmesser für die Plasmakugel, der über hundertfach größer ist als der Erddurchmesser. Das Licht der Sonne hat auf dem Weg zur Erde eine Laufzeit von gut acht Minuten, der Sonnenwind, der mit der auf der Sonnenoberfläche zu beobachtenden Aktivität  korreliert ist und Polarlichter hervorrufen kann, braucht mindestens zwei Tage, um die Erde zu erreichen.
Wegen ihrer großen Lichtstärke ist die Sonne bei klarem Himmel mit bloßem Auge nicht gut zu beobachten, sondern besser beispielsweise mit einer Sonnensichtbrille. Auch der Anblick durch Wolken oder Hochnebel bietet nur das Bild einer runden Scheibe. Erst im Fernrohr und mit einem geeigneten Sonnenfilter wird die Randverdunkelung sichtbar, die uns den Eindruck einer glühenden Kugel vermittelt. Auch die Sonnenflecken tragen dazu bei, wenn sie in der Nähe des Sonnenrandes längliche Gestalt annehmen und in großen Teleskopen sogar etwas vertieft aussehen.

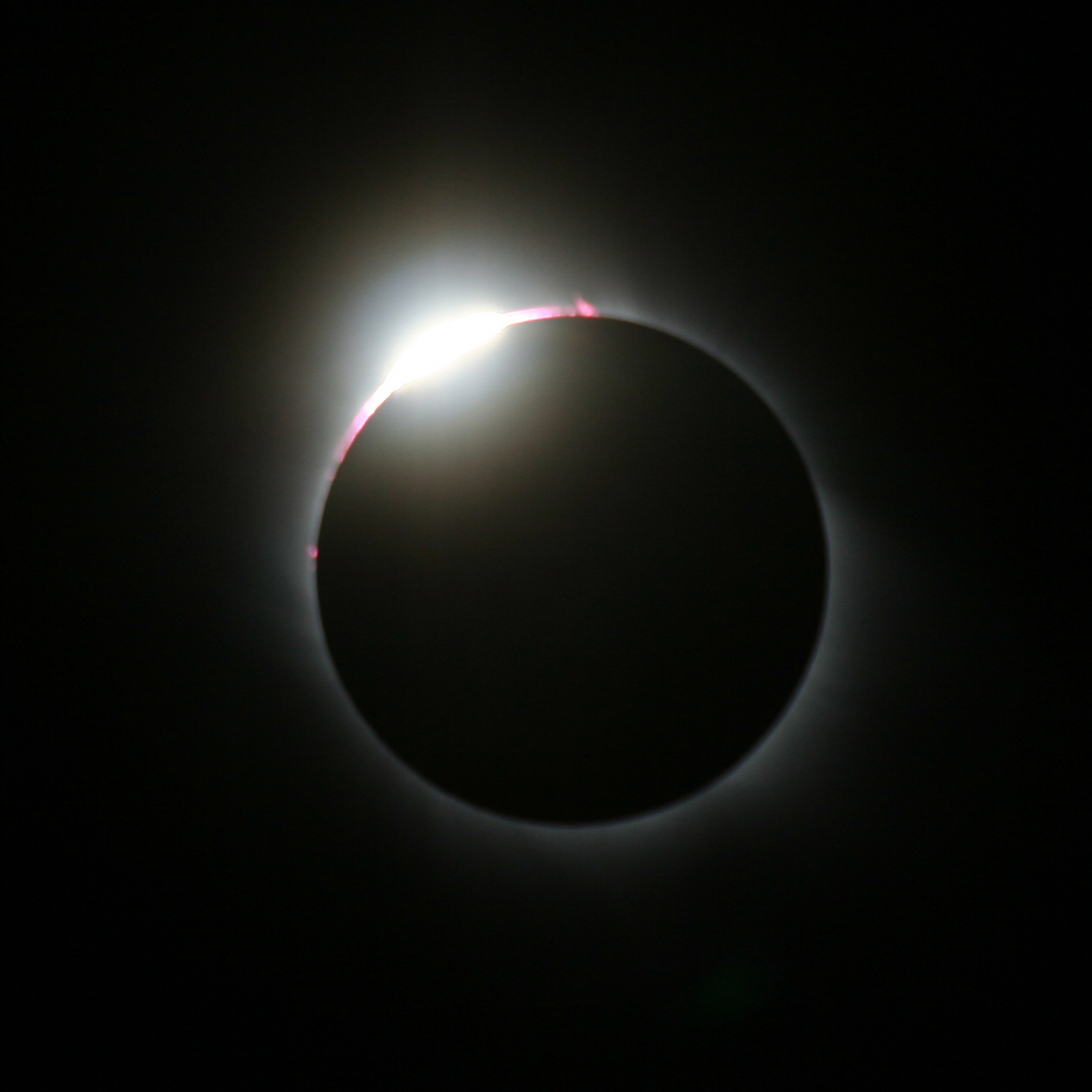
Zu Neumond kann die Sonne unter bestimmten Bedingungen durch den Mond verdeckt werden (Sonnenfinsternis März 2006)

Die Sonnenscheibe erscheint uns ungefähr gleich groß wie die Mondscheibe zur Phase des Vollmondes – bei beiden beträgt der scheinbare Durchmesser etwa ein halbes Grad. Zwar ist der tatsächliche Durchmesser des Mondes mit knapp 3500 Kilometern etwa vierhundertmal kleiner als der der Sonne, doch von ihr ist die Erde etwa vierhundertmal weiter entfernt als vom Mond, dessen mittlerer Erdabstand bei etwa 383.400 Kilometern liegt. Der Umstand, dass der Mond unter einem Winkel von 29′ 10″ bis 33′ 30″ mal kleiner, mal größer als die Sonne erscheinen kann, macht sowohl ringförmige wie auch totale Sonnenfinsternisse möglich, wenn der Trabant sich zwischen Sonne und Erde schiebt.
Dass die scheinbare Größe der Sonnenscheibe etwas – zwischen 31′ 28″ (Aphel, Anfang Juli) und 32′ 32″(Perihel, Anfang Januar) – variiert, wurde messtechnisch in den Jahrzehnten nach 1610 nachgewiesen, mit den eben erfundenen Fernrohrtypen. Grund für jene Schwankungen ist der im Jahreslauf unterschiedliche Sonnenabstand. Doch spiegelt sich die Exzentrizität der Erdbahn (circa 0,017) nicht nur in einer schwankenden Sonnenscheibengröße wider. Die Variation der Bahngeschwindigkeit der Erde während ihres Umlaufs zeigt sich auch in einer Variation der Winkelgeschwindigkeit der scheinbaren Sonnenbewegung.
Dass die scheinbare Bewegung der Sonne vor dem Sternenhimmel – längs der Ekliptik durch die Sternbilder des Zodiaks – nicht völlig gleichförmig verläuft, war schon Astronomen der Antike bekannt, trotz der Schwierigkeit sie zu messen. Beim Ablesen von Sonnenuhren werden diese Differenzen mit der Zeitgleichung berücksichtigt. Die ersten zwei Kepler-Gesetze lieferten die theoretische Erklärung 1609.
Da unser Zentralgestirn aber rotiert, ist der Radius des Sonnenäquators etwas länger als jener zu den Polen. Diese Abplattung der Sonne infolge ihrer Eigenrotation von knapp vier Wochen Dauer pro Umdrehung ist jedoch sehr gering. Von der Erdoberfläche aus ist sie wegen temperaturabhängiger Störungen der Atmosphäre messtechnisch nur schwierig feststellbar. Sie konnte erst in den letzten Jahrzehnten nachgewiesen werden, obwohl dafür schon im 19. Jahrhundert mit dem Heliometer ein spezielles Messinstrument entwickelt wurde. Man setzte es dann überwiegend zur Messung sehr kleiner astronomischer Winkeldifferenzen ein.

## Sonnenauf- und -untergang
Bei hohem Sonnenstand kann man die Sonnenscheibe nur unter Gefahr für die Augen betrachten, fast jede(r) kennt hingegen den Anblick der Sonnenscheibe, wenn sie um die Zeit des Sonnenauf- oder -untergangs als rötliches Oval den Horizont durchwandert. Die deutliche Abweichung von der Kreisform geht auf die Krümmung der Lichtstrahlen in der Erdatmosphäre zurück. Diese astronomische Refraktion bewirkt, dass horizontnah
- die Sonnenscheibe um etwa 0,6° gehoben erscheint, also mehr, als ihr Durchmesser ausmacht. Ohne die geschichtete Lufthülle der Erde wäre die untergehende Sonne schon nicht mehr zu sehen. Ihr scheinbarer Untergang wird für einen Sonnenstand von −50′ unter der Horizontalebene berechnet.
- der untere Sonnenrand mehr gehoben erscheint als der obere Rand, was zur ovalen Form führt. Die Refraktion ist in Bodennähe größer und nimmt mit der Zenitdistanz zu; bei einem Höhenwinkel von 10° beträgt sie etwa 1′, bei nur 0,5° über dem Meereshorizont etwa 29′.
- darüber hinaus Erscheinungen von abgestuften und verzerrten Anteilen der Sonnenscheibe auftreten – bis hin zu faszinierenden Bildern scheinbarer Absetzungen und tropfenförmiger Ablösungen. Diese werden witterungsbedingt durch Refraktionsanomalien verschieden temperierter, wasser- oder staubhaltiger Luftschichten der unteren Atmosphäre hervorgerufen.

### Dauer des Auf- und Untergangs

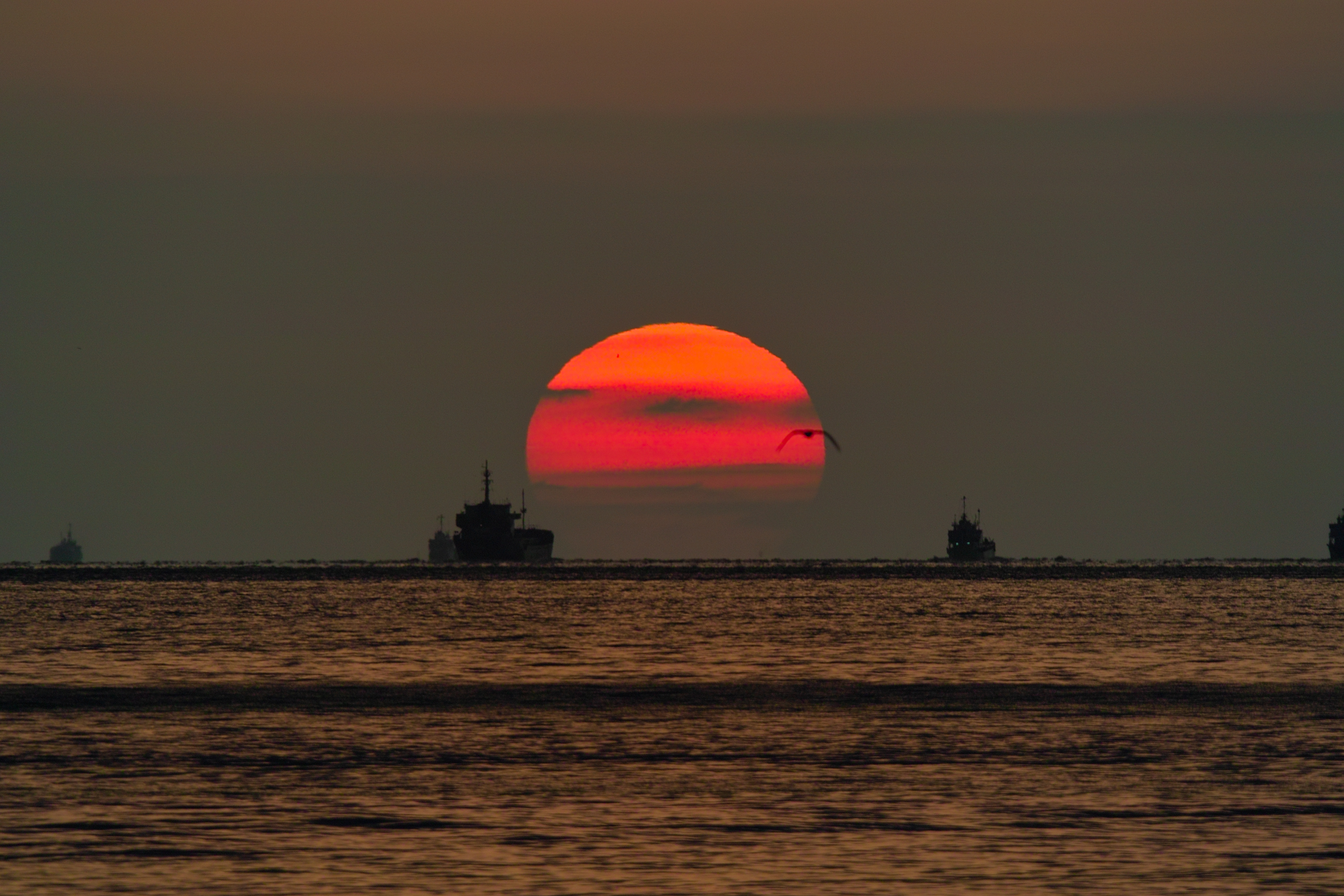
Zeitspannen für das Überschreiten des Horizonts hängen nicht allein von der Größe der Sonnenscheibe ab

Infolge der elliptischen Erdbahn verändert sich im Laufe des Jahres auch die Größe der Sonnenscheibe, allerdings wegen der geringen Exzentrizität nur wenig. Der maximale Unterschied im Jahresverlauf beträgt mit etwa 1′ rund ein Dreißigstel, sodass sich die Dauer des Vorgangs, bei dem die Sonnenscheibe den Horizont überschreitet, dadurch nur geringfügig ändert. Erheblich größer sind der Einfluss der Deklination δ (jahreszeitlicher Abstand der Sonne vom Himmelsäquator) und die Auswirkung von jeweiliger geografischer Breite B des Beobachtungsortes.
Nahe dem Erdäquator laufen die Sonnenuntergänge rascher als in Mitteleuropa ab, auch die Dämmerung ist wesentlich kürzer. Beides hängt mit dem steileren parallaktischen Winkel q zusammen, unter dem der Tagbogen der Sonne – wie auch die scheinbare Bahn  anderer Gestirne – den Horizont schneidet. Am Äquator (B = 0°) ist dieser Winkel 90°, am Wendekreis (B = 23,4°) ist er 90° − 23,4° = 66,6°, während er in Mitteleuropa beispielsweise am 50. Breitengrad nur etwa 40° beträgt.
Die Untergangsdauer lässt sich aus jenem Schnittwinkel q und dem Sonnenscheibendurchmesser d überschlagsweise berechnen mit 1/(d · sin q). Wäre die Sonnenscheibe genau 0,5° groß, ginge sie demnach in äquatorialen Gegenden Afrikas oder Brasiliens in 2 Minuten unter, in der Sahara in 2¼ Minuten und in Mitteleuropa in 3 bis 4 Minuten. Zusätzlich zu berücksichtigen ist der mit den Jahreszeiten schwankende Einfluss der Deklination δ (−23,4° bis +23,4°); so geht jenseits des Polarkreises (B = 66,6°) die Sonne im Sommer nicht mehr täglich unter.

## Geschichte und Mythologie

### Historische Astronomie
Die historische Astronomie kennt verschiedene vorgeschichtliche Messmethoden und Bauwerke, bei denen die Größe der Sonnenscheibe eine Rolle spielte. Auch die optimale Dicke des Schattenstabes (Gnomon) einer guten Sonnenuhr hängt mit der scheinbaren Sonnengröße zusammen: Ist der Stab 1 m lang, sollte er mindestens 2 cm dick sein, um einen klaren Schatten zu werfen.
Ebenso deutet die Genauigkeit, mit der die Menhire von Stonehenge nach besonderen Horizontpunkten ausgerichtet wurden, auf eine sorgfältige Berücksichtigung der Sonnengröße hin. Ob die Himmelsscheibe von Nebra ähnliche Funktionen hatte, ist noch nicht endgültig erforscht.

### Ägyptische und griechische Mythologie
Die Ägyptische Mythologie kennt die beiden Löwen namens Akeru (auch Sef und Tuau, bzw. Xerefu), welche in der „Überwelt“ die Tore zwischen dem Sonnenuntergang und dem Sonnenaufgang bewachen. Sie werden als Sphinx mit zwei abgewandten Köpfen dargestellt, die durch eine symbolische Sonnenscheibe verbunden sind.
Ähnliche Vorstellungen eines geozentrischen Weltbildes, wie die Sonne in der Nacht vom Westen in den Osten gelangt, finden sich auch im mythologischen Sonnenwagen der griechischen Antike – siehe hierzu Phaeton (Mythologie). In schroffem Gegensatz zu diesen religiös geprägten Vorstellungen stehen die Ansichten von Materialisten wie Xenophanes, der die Sonne als eine feurige Wolke ansah, oder von Anaxagoras, der sie sogar als glühenden Stein bezeichnete. Diese von der Umgebung stark angefeindeten Überlegungen könnte man als vorsichtige Anfänge der Astrophysik ansehen, wenngleich sich im Hellenismus bald wieder mythische Erklärungen der Sonnengestalt durchsetzten.
Zu diesen sind auch der altägyptische Sonnengott Aton sowie der Krokodilgott Sobek zu zählen, der Herrscher über das Wasser. Die Ägypter verehrten die Krokodile als heilige Tiere und vergötterten sie in der Gestalt des krokodilköpfigen Gottes Sobek (Souchos). Diese Gottheit war ein Symbol eines ewigen Fortbestandes – siehe auch die alljährlich pünktliche Überschwemmung des Nil – und zählte um 2400 v. Chr. zu den wichtigsten Göttern im ägyptischen Pantheon. Die Darstellung als Mensch mit Krokodilkopf änderte sich im folgenden Jahrtausend des Neuen Reiches: Um 1400 v. Chr. trägt er nämlich einen Kopfschmuck mit eingearbeiteter Sonnenscheibe und galt als eine Verkörperung der Sonnengottes Ra (auch Sobek-Ra). Wie wichtig der ägyptischen Hochkultur die Anbetung der Sonne war, ist auch aus Königsnamen wie Nofrusobek oder Sobekhotep und aus speziellen Hieroglyphen zu ersehen. Auch im mächtigen Mesopotamien wurde der Sonnengott Schamasch verehrt.

### Germanische und keltische Mythologie

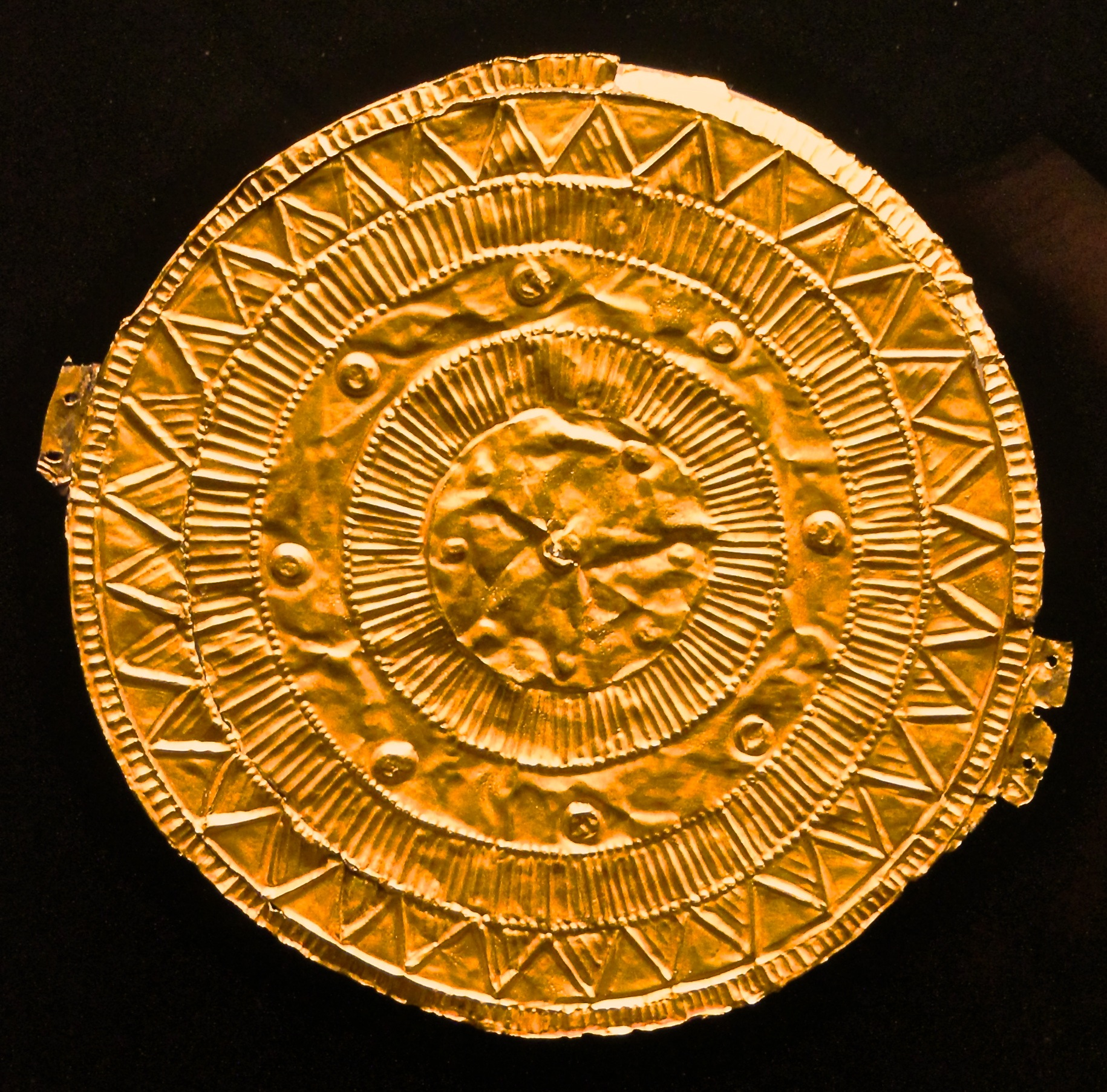
Die Sonnenscheibe von Moordorf

Die goldene Sonnenscheibe von Moordorf wurde im März des Jahres 1910 von Vitus Dirks beim Torfgraben gefunden. Er verkannte ihren Wert und gab sie seinen Kindern zum Spielen, ein Händler erwarb sie einige Jahre später als Altmaterial und verkaufte sie weiter. Erst im Jahre 1926 gelang es dem Landesmuseum in Hannover, die Scheibe zu erwerben.
Die Scheibe hat einen Durchmesser von 14,5 Zentimetern und ein Gewicht von etwa 36 Gramm. In der Mitte zeigt sie einen ursprünglich vorgewölbten Buckel, an dessen Rand acht kleine nagelkopfartige Vorwölbungen bestehen. Nach außen folgen konzentrisch ein Kreisring mit Radiärstrahlen, ein Ring mit abermals acht kleinen Buckeln, ein weiterer Strahlenring und schließlich ein Ring, der mit 32 schraffierten Dreiecken gefüllt ist. Zwei einander gegenüber liegende Laschen lassen vermuten, dass die Scheibe ursprünglich auf einer Unterlage angeheftet war. Nach überwiegender Auffassung handelt es sich hierbei um ein Symbol der Sonne, die in der Vorzeit als Lebensspenderin verehrt wurde.

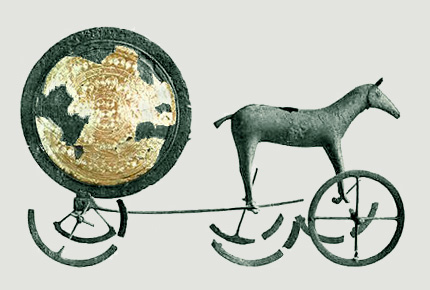
Sonnenwagen von Trundholm

Die Frage nach der Funktion dieser Scheibe führt nach Dänemark zum Sonnenwagen von Trundholm, einer knapp 60 Zentimeter langen Bronzeskulptur mit einer Goldblechapplikation. Hier ist die diskusartig gerundete Goldscheibe auf einer bronzenen Scheibe von etwa 25 Zentimeter Durchmesser angebracht, die von der Figur eines Pferdes gezogen wird. Beide können durch drei Achsen mit Rädern zusammen bewegt werden. In dieser Darstellung aus der nordischen Älteren Bronzezeit läuft die Sonne kraft eines Pferdes über das Firmament. Scheiben ähnlicher Art wurden auch in verschiedenen Regionen Westeuropas gefunden, die meisten in Irland. So gibt diese Scheibe also nicht nur Auskunft über Ästhetik, Kunstschaffen, Metallverarbeitungstechniken und Religion in der Bronzezeit, sondern ist auch ein Beispiel für die weitgespannten Beziehungen in dieser Zeit. Die Sonnenscheibe von Banc Ty'nddôl ist mit knapp 4 Zentimeter Durchmesser und 2,5 Gramm  Gewicht deutlich kleiner; sie wurde 2002 in Wales entdeckt.

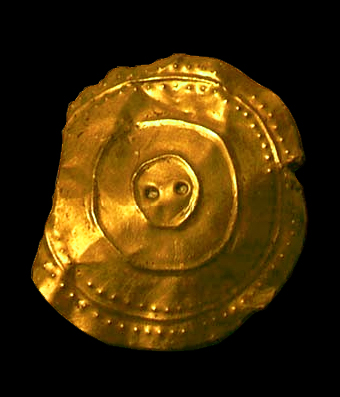
Sonnenscheibchen von Banc Ty'nddôl

Bei Kelten und Germanen zeugen Sonnenkreuz, Scheibenrad und von Pferden gezogene Bronzewagen mit goldener Sonnenscheibe von einer ausgedehnten Sonnenverehrung. Im germanischen Rechtswesen durfte Gericht nur „bei scheinender Sonne“ gehalten werden. Die Sonne war in der Weltanschauung des gesamten Nordens die Erzeugerin des Lichts, der Wärme und des Lebens, der Fruchtbarkeit und vor allem auch die Reglerin und Teilerin der Zeit. Ihr Jahreslauf wurde von Festen begleitet. Sie wurde darum zur personifizierten Gottheit.